# Xã Industrial, Quận St. Louis, Minnesota
Xã Industrial (tiếng Anh: Industrial Township) là một xã thuộc quận St. Louis, tiểu bang Minnesota, Hoa Kỳ. Năm 2010, dân số của xã này là 800 người.